# Charonias
Charonias är ett släkte av fjärilar. Charonias ingår i familjen vitfjärilar.
Kladogram enligt Catalogue of Life:
| Charonias | \| \| Charonias eurytele \| \| \| \| \| \| Charonias theano \| \| \| \| |
|           | \| \| Charonias eurytele \| \| \| \| \| \| Charonias theano \| \| \| \| |
|           | Charonias eurytele                                                      |
|           |                                                                         |
|           | Charonias theano                                                        |
|           |                                                                         |

## Bildgalleri

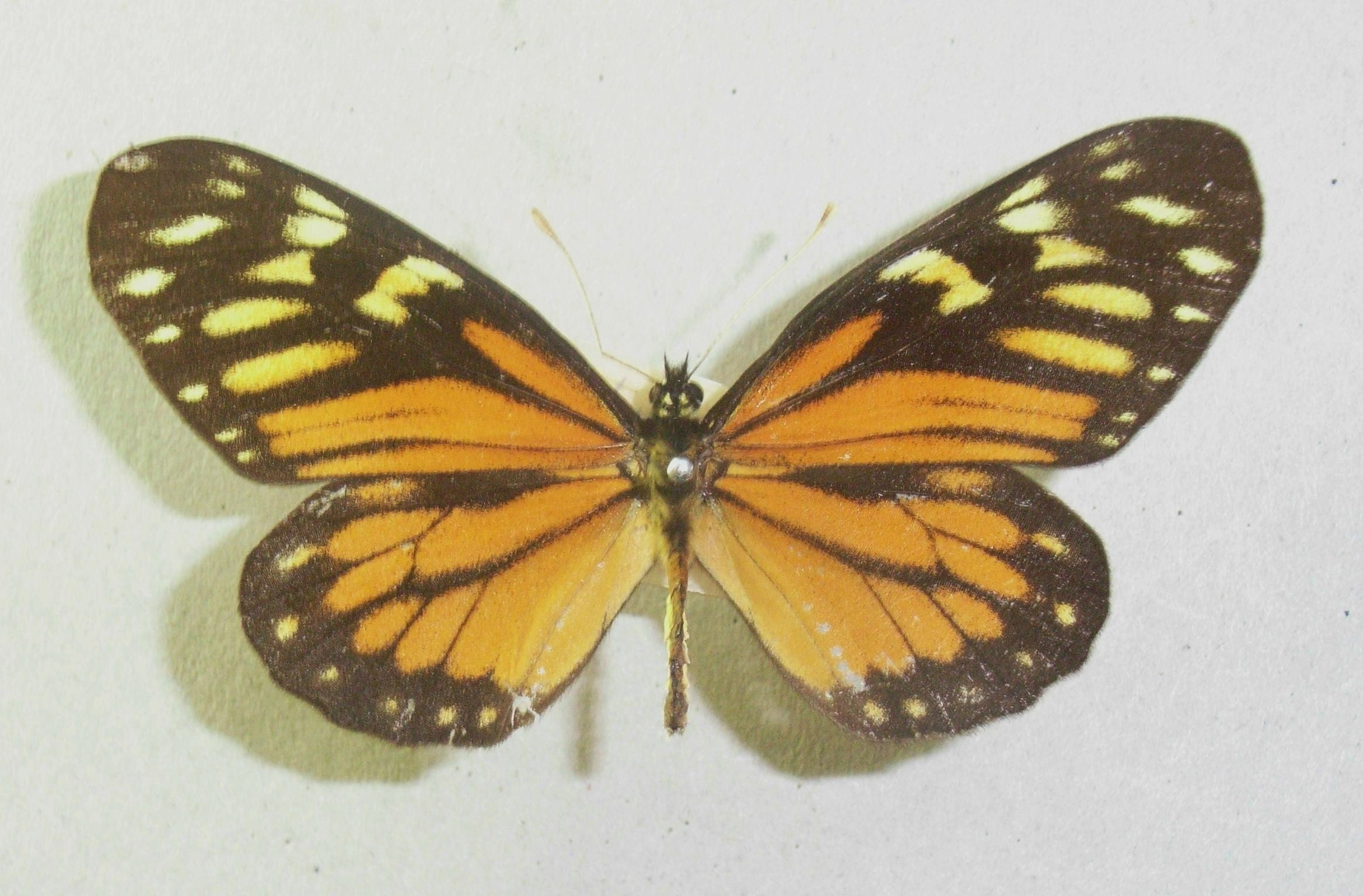
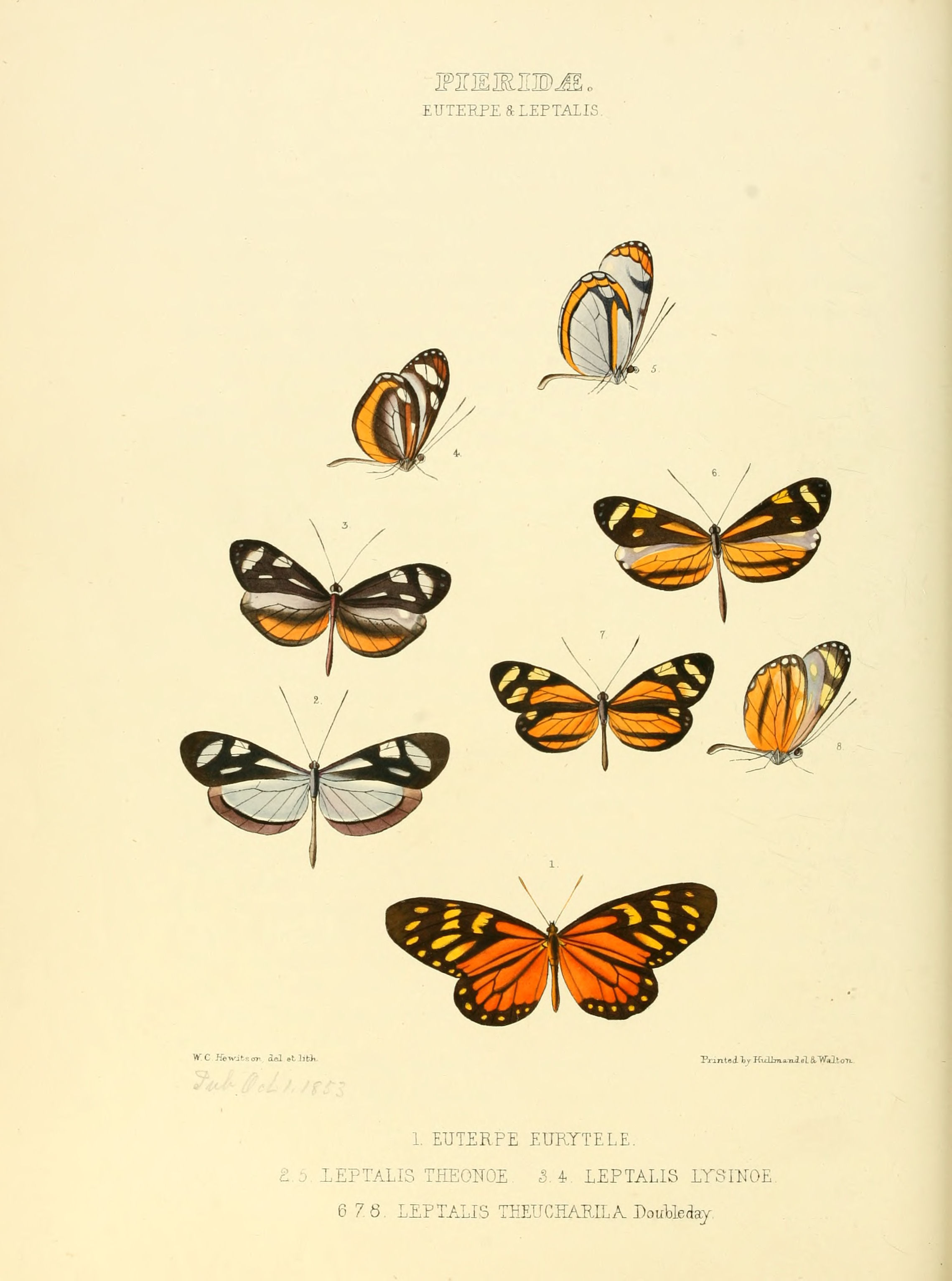